# ملعب هانز والتر ويلد
ملعب هانز والتر ويلد (بالألمانية: Hans-Walter-Wild-Stadion) هو ملعب متعدد الأغراض يقع في بايرويت، ألمانيا، يُستخدم حالياً في الغالب لمباريات كرة القدم وهو الملعب الرئيسي لنادي بايرويت. يتسع الملعب لـ21500 متفرج. وتم افتتاحه في 1967.
قام نجم البوب مايكل جاكسون بالغناء في الملعب خلال جولة دينجرس العالمية في 2 سبتمبر 1992 أمام 32000 شخص.